# Pavel Holba
Pavel Holba (10. srpna 1940 v Praze – 3. června 2016) byl český chemik, fyzikální chemik, termodynamik, informatik a politik.
Od roku 1995 byl řádným a po roce 2014 čestným předsedou politického hnutí KAN, jehož byl v roce 1968 spoluzakladatelem. V letech 1990–1998 byl členem Zastupitelstva hl. m. Prahy. V letech 1995–2006 byl ředitelem Institutu městské informatiky hl. m. Prahy.
Byl ženatý, s manželkou mají syna (* 1964).

## Šedesátá léta, doba normalizace
Po absolvování VŠCHT v Praze (1962) začal s vědeckou aspiranturou na ÚFPL ČSAV, ale z politických důvodů (jako zakladatel KAN z jara 1968) ji mohl obhájit až v roce 1986.
Jako chemický inženýr pracoval v 60. a 70. letech ve výzkumných ústavech v Praze a Řeži (ÚFPL ČSAV, 1964–74; ÚACH ČSAV 1974–79), v 80. letech v PÚDIS (1979–89) a poté krátce na ÚHA (1989–90) v Praze a ve FzÚ ČAV (1990–93) v Praze.
V roce 1971, v době tzv. normalizace, se ocitl na „černé listině“ jako zakladatel, člen přípravného výboru KAN v roce 1968.

## Po listopadu 1989
| V politice nerozhodují hesla, ale lidé. |
| – Pavel Holba                           |

| Myslím, že je důležité organizovat „mocensky neovlivněné rozpravy“, ale společné akce se dají dělat teprve, když víme, že partneři jsou lidsky seriózní ... Myslím, že je třeba usilovat o sofokracii – o vládu moudrých, poctivých a charakterních ... Myslím, že je důležité budovat opěrné body opravdové „občanské společnosti“ – instituce, které nejsou jen náhodnými dočasnými sdruženími, ale ... společenstva, která jsou komunitami, kde se všichni dobře znají a proto si mohou důvěřovat. |
| – Pavel Holba |

| Možná... by měl být... vysvětlen název našeho politického hnutí: Klub = společenství lidí, které spojuje společný neziskový zájem – angažovaných = těch, kdo přijímají angažmá, závazek, zavazují se o odpovědnosti – nestraníků = osob, které chtějí zůstat nestrannými a nechtějí se odvolávat ani na „třídní instinkty“ ani na „stranickou disciplinu“ ale řídit se zásadami lidskosti, svědomitosti a svobody. |
| – Pavel Holba |

| Termín „angažovaný nestraník“ znamenal v době vzniku KAN vlastně totéž jako „mocensky nezmanipulovaný občan“ – člověk, který sice odmítá kolaborovat a nechat se oblbovat režimní politikou, ale je také jako opravdový občan (ne jen obyvatel) ochoten jednat s mocí o tom, co je veřejným zájmem a riskovat, že se stane obětí mocenského postihu – člověk, který se nebojí, nelže a nekrade. |
| – Pavel Holba |

### Politika
Rehabilitován byl v roce 1990. Poté se zúčastnil obnovení Klubu angažovaných nestraníků (KAN), od roku 1993 byl členem jeho Ústřední rady a v letech 1995–2014 byl jejím předsedou.
V roce 1990 byl zvolen členem Zastupitelstva hl.m. Prahy (ZHMP) a radním za Občanské fórum (OF) a poté za KAN. V roce 1993 byl zvolen náměstkem primátora hl.m. Prahy. Na ZHMP byl v letech 1990–94 předsedou Výboru pro městské informace, v letech 1995–97 předsedou Výboru pro technickou infrastrukturu města.
V roce 1996 neúspěšně kandidoval do senátu na Praze 9 za KAN. V roce 2006 se, spolu s ostatními z KANu, podílel na založení KpČR. V roce 2009 kandidoval ve volbách do Evropského parlamentu (Starostové a nezávislí).

### Profese
Ve svém oboru se vrátil na FÚ ČSAV/FÚ AV ČR (1990–93). V letech 1995–2001 byl ředitelem Institutu městské informatiky (IMIP) v Praze, jehož založení inicioval. V rámci IMIP také inicioval realizaci projektu Jednotné digitální mapy Prahy (500 km² v měřítku 1:500), dále také zajišťoval vydávání časopisu „Praha“.
V roce 1993 inicioval zavedení Pražské integrované dopravy (PID) a zřízení příspěvkové organizace Regionální organizátor PID (ROPID). Zasadil se o prodloužení metra trasy B na Černý Most. V letech 1997–2000 byl také předsedou představenstva městské akciové společnosti PragoNet, jejíž založení v roce 1994 také inicioval.
V letech 1997–2006 působil jako lektor při vzdělávání městských úředníků s cyklem přednášek „Komunikace, civilizace, informatika“.
Od ledna 2012 pracoval jako senior researcher ve Výzkumném centru Nové technologie, New Technology Research Center (NTC), na Západočeské univerzitě v Plzni. Jako mezinárodně uznávaný odborník v termodynamice materiálů a významným členem výzkumného týmu oddělení Inženýrství speciálních materiálů, rozvíjel nová výzkumná témata, která doposud nebyla na ZČU řešena.

## Publikace
Jako autor nebo spoluautor zveřejnil kolem osmdesáti (stav koncem 90. let) článků v oboru termodynamiky, fázových diagramů a termické analýzy.
Vědecké články (výběr)
- P. Holba: Equilibrium Background of Processes Initiated by Heating and Ehrenfest’s Classification of Phase Transitions
- P. Holba, D. Sedmidubský: Crystal Defects and Nonstoichiometry Contributions to Heat Capacity of Solids
- P. Holba, J. Šesták, D. Sedmidubský: Heat Transfer and Phase Transition in DTA Experiments
- J. Šesták, P. Holba: Heat inertia and temperature gradient in the treatment of DTA peaks, Journal of Thermal Analysis and Calorimetry, March 2013, Springer Science+Business Media / Akadémiai Kiadó, ISSN 1388-6150 (print), ISSN 1572-8943 (online)
- P. Holba: Thermodynamics and Ceramic Systems, Chapter 2, v knize Structure and Properties of Ceramic Materials, A. Koller et al., Elsevier 1994
- M. Nevřiva, P. Holba, S. Durčok, D. Zemanová, E. Pollert, A. Tříska: On melt equilibria in the Y-Ba-Cu-(O) system., Physica C 157, Elsevier 1989
- P. Holba: Thermodynamics of Partially Open Systems, Czechoslovak Journal of Physics 42 [6], 1992
- P. Holba: Enthalpy and phase relations at melting in heterogenic systems, Silikáty 23, 1979
- P. Holba: Determination of binary phase diagram curves by calculation using the invariant point data of system, Silikáty 20, 1976
- P. Holba, J. Šesták: Note on nomenclature of TA methods associated with energy change, Thermochimica Acta 13, Elsevier 1975
- P. Holba, M.A. Khilla, S. Krupička: On the miscibility gap of spinels MnxFe3-xO4, Journal of Physics and Chemistry of Solids 34, Elsevier 1973 (převzato do Phase Diagrams for Ceramists Vol. 4)

Další publikace
- Pavel Holba: KAN 1968–2003 – třicetpět let úsilí o polidšťování politiky. Sborník textů a dokumentů. KAN, Praha, květen 2003
- Pavel Holba: KAN 1968–2008 – čtyřicet let úsilí o polidšťování politiky – sborník textů a dokumentů, KAN, Euroslavica, Praha 2008
- Eduard Škoda, Pavel Holba: Sto let středního školství v Praze VII - Praze 7, 1902–2002, m.č. Praha 7, Hobulet, Praha 2002